# Вульгаризмы и ругательства в английском языке
Ругательства в английском языке — группа слов и оборотов, считающихся непристойными, касающихся религиозных убеждений, телесных функций, секса и продолжения рода, частей тела. Подавляющее большинство английских вульгаризмов относится к языковому табу, то есть обозначает особы, вещи или действия, говорить о которых, по разным причинам, запрещено, неприятно или постыдно. Английские вульгаризмы и ругательства имеют разную силу, самые сильные ещё недавно не могли появляться в средствах массовой информации. В настоящее время аудитория массмедиа более терпима, хотя и не одобряет сильные выражения, а её наибольшее неприятие вызывает язык ненависти и расовой нетерпимости. Для смягчения эффекта ругательства в английском языке возникло множество эвфемизмов, ослабляющих силу замещаемого выражения.

## Слова-табу

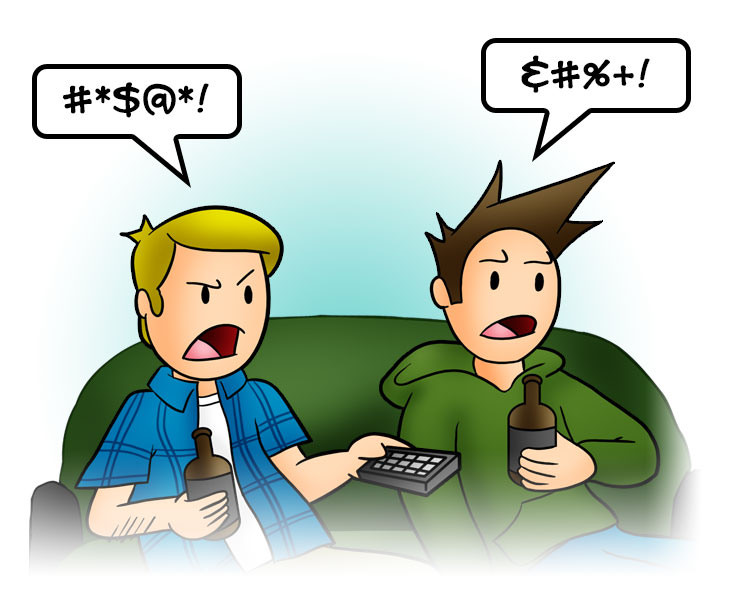
Цензура ругательств в комиксах

В каждом языке существует группа слов, считающихся священными, магическими или шокирующими, которые используются только в определённых ситуациях. Табуированные слова в английском языке могут быть отнесены к следующим категориям:
- Слова, относящиеся к христианству. Люди, чувствительные к религиозным темам, предпочли бы, чтобы определённые слова использовались только в официальном контексте и с соответствующим уважением, они могут быть шокированы их использованием в обыденности[1].
- Слова, относящиеся к сексуальности и связанным с ней частям тела, например, fuck, cunt («трахать», «п**да»). Ещё в 70-х годах XX века некоторые из этих слов не могли появиться на страницах газет, по радио или телевизору, и до сих пор относительно редки в публичных выступлениях или печати[1]. В официальной или вежливой речи эти слова, как правило, не встречаются или заменяются другими словами и выражениями, например, make love или have sexual intercourse («вступить в половую связь»), vagina («влагалище»)[1].
- Слова, относящиеся к выделительной функции тела и связанным с ней частями тела, которые считаются шокирующими или «нечистыми», например, shit, piss. Они, как правило, заменяются более мягкими и вежливыми словами и выражениями с соответствующим значением (например, defecate, urinate) или эвфемизмами, например, to go to the lavatory («сходить в туалет»), spend a penny («потратить пенни»), wash one’s hands («помыть руки»)[1].
- Пейоративные названия национальностей и этнических групп, известные как racial slur, например, nigger (пейоратив к «негр»), chapati (к «индус»), paki (к «пакистанец»), kraut ((Фриц) к «немец») и т. д. По данным исследований британского Ofcom, язык расизма и нетерпимости получил наименьшую поддержку у британских радиослушателей и телезрителей, а сами эти слова однозначно воспринимаются как унижающие и оскорбительные. В массовом восприятии слова с расистским оттенком имеют наибольшую поражающую силу, воздействуя сильнее «обычных» ругательств[2].

Поскольку эти слова считаются очень сильными, их используют для выражения сильных эмоций с помощью ругани (strong language). Такие выражения, как fuck off («отвали») или piss off («проваливай»), не имеют ничего общего с сексом или мочеиспусканием и являются грубой формой донести до собеседника мысль, чтобы он ушёл. Табу, связанные с этими словами, были также перенесены на другие ситуации.
В настоящее время (начало 2020-х) языковые табу в англоязычных странах ослабли, большинство слов потеряло свою поражающую силу, которую они имели ещё 20 лет назад. Недавние исследования показали, что в британских компаниях 36 % руководителей терпимо относится к ругательствам. Используется все больше и больше «неприемлемых» слов, которые в массовом сознании воспринимаются как забавные, а не шокирующие, например, такие как shag, bonk («трахать») и willy («пипка») вместо prick («хер»).
Постижение силы слов-табу и ругательств затруднительно, так как во многих культурах они имеют разную мощь и значение. Поэтому лингвисты не советуют применять их тем, кто не владеет этим языком как родным, в первую очередь, из-за возможности недопонимания и ради благополучия использующего.

## Список слов-табу и ругательств
Список слов-табу по книге M. Swan «Practical English Usage» (2005), сила слова даётся в звёздочках от * до ****.
| Ругательство               | Сила    | Значение                                                                    |
| Религия                    | Религия | Религия                                                                     |
| -------------------------- | ------- | --------------------------------------------------------------------------- |
| damn                       | *       | проклинать (редко используется в этом смысле, в основном как ругательство)  |
| blast (BrE)                | *       | проклинать (редко используется в этом смысле, в основном как ругательство)  |
| hell                       | *       | ад                                                                          |
| God                        | *       | Бог                                                                         |
| Jesus                      | **      | Иисус                                                                       |
| Christ                     | **      | Христос                                                                     |
| Части тела                 |         |                                                                             |
| arse (AmE ass **)          | ***     | жопа, задница                                                               |
| arsehole, (AmE asshole **) | ***     | анус, мудак (как оскорбление)                                               |
| balls                      | ***     | яйца                                                                        |
| bollocks (BrE)             | ***     | яйца                                                                        |
| cock                       | ***     | петушок                                                                     |
| dick                       | ***     | член                                                                        |
| prick                      | ***     | хер                                                                         |
| tits                       | ***     | сиськи                                                                      |
| cunt                       | ****    | пизда                                                                       |
| twat                       | ***     | манда (редкое)                                                              |
| Сексуальные активности     |         |                                                                             |
| fuck                       | ***     | трахать                                                                     |
| wank (AmE jerk off)        | ***     | дрочить                                                                     |
| bugger (BrE)               | ***     | заниматься анальным сексом с человеком, содомит (редко в буквальном смысле) |
| come (cum)                 | **      | достичь оргазма, кончить                                                    |
| sod (BrE)                  | **      | содомит (редко в буквальном смысле)                                         |
| bitch                      | ***     | сука                                                                        |
| whore                      | **      | шлюха                                                                       |
| bastard                    | **      | ублюдок                                                                     |
| Выделительная функция      |         |                                                                             |
| piss                       | ***     | писать, ссать                                                               |
| shit                       | ***     | срать, говно, дерьмо                                                        |
| crap                       | **      | дерьмо, срань                                                               |
| fart                       | **      | пердеть                                                                     |

Список ругательств (offensive language) из опроса британского регулятора Ofcom, проведённого в 2016 году. Сила слова или выражения ранжируется от Milder до Strongest. Звёздочкой обозначены редкие слова.
| Milder                                                                             | Medium                                                                                             | Strong | Strongest                                                                               |
| General swear words and body parts                                                 | General swear words and body parts                                                                 | General swear words and body parts | General swear words and body parts                                                      |
| ---------------------------------------------------------------------------------- | -------------------------------------------------------------------------------------------------- | --- | --------------------------------------------------------------------------------------- |
| Arse Bloody Bugger Cow Crap Damn Ginger Git God Goddam Jesus Christ Minger Sod-off | Arsehole Balls Bint Bitch Bollocks Bullshit Feck Munter Pissed/Pissed off Shit Son of a bitch Tits | Bastard Beaver Beef curtains* Bellend Bloodclaat* Clunge Cock Dick Dickhead Fanny Flaps Gash Knob Minge Prick Punani Pussy Snatch Twat | Cunt Fuck Motherfucker                                                                  |
| Sexual references                                                                  | | |                                                                                         |
| Bonk                                                                               | Shag Slapper Tart                                                                                  | Bukkake* Cocksucker Dildo Jizz Ho Nonce Prickteaser Rapey* Skank Slag Slut Wanker Whore                                                |                                                                                         |
| Older people                                                                       | | |                                                                                         |
| Coffin dodger Old bag                                                              | FOP*                                                                                               | |                                                                                         |
| Religious insults                                                                  | | |                                                                                         |
|                                                                                    | | Fenian* Kafir* Kike* Papist* Prod Taig* Yid                                                                                            |                                                                                         |
| Sexual orientation and gender identity                                             | | |                                                                                         |
| Gay                                                                                | Bummer Fairy Pansy                                                                                 | Bender Bum boy Bumclat* Dyke He-she Homo Lezza /Lesbo Muff diver Nancy Poof Queer Rugmuncher Carpetmuncher Tranny                      | Batty boy Chi-chi man* Chick with a dick Faggot Gender bender Fudge-packer Shirt lifter |
| Physical and mental disability                                                     | | |                                                                                         |
| Cretin Div Loony Mental Nutter Psycho                                              | Midget Schizo Special Vegetable                                                                    | Cripple | Mong Retard Spastic / Spakka / Spaz Window licker                                       |
| Race and ethnicity                                                                 | | |                                                                                         |
| Jock Hun Naz                                                                       | Coloured Gippo Kraut Pikey Taff*                                                                   | Choc ice* Dago* Gook* Honky Jap Negro Polack Raghead Slope* Spade Spic* Wop*                                                           | Chinky Coon Darky Golliwog Nigger Nig-nog Paki Sambo* Wog                               |

Список ругательств из опроса британских компаний Advertising Standards Authority (ASA), the British Broadcasting Corporation (BBC), Broadcasting Standards Commission (BSC), Independent Television Commission (ITC), проведённого в 2000 году. Сила слова вычислялась как средний балл, выставленный респондентами, по шкале Very severe — 3 балла, Fairly severe — 2, Mild — 1, Not swearing — 0.
| Слово        | Категория                    | Сила | Место | Место (1997 год) |
| ------------ | ---------------------------- | ---- | ----- | ---------------- |
| Cunt         | Very severe words            | 2,77 | 1     | 1                |
| Motherfucker | Very severe words            | 2,72 | 2     | 2                |
| Fuck         | Very severe words            | 2,64 | 3     | 3                |
| Wanker       | Directive and personal abuse | 2,06 | 4     | 4                |
| Nigger       | Racial abuse                 | 1,92 | 5     | 11               |
| Bastard      | Directive personal abuse     | 1,92 | 6     | 5                |
| Prick        | Directive personal abuse     | 1,81 | 7     | 7                |
| Bollocks     | Other expletives             | 1,74 | 8     | 6                |
| Arsehole     | Other expletives             | 1,71 | 9     | 9                |
| Paki         | Racial abuse                 | 1,71 | 10    | 17               |
| Shag         | Other expletives             | 1,7  | 11    | 8                |
| Whore        | Woman                        | 1,7  | 12    | 13               |
| Twat         | Woman                        | 1,62 | 13    | 10               |
| Piss off     | Other words                  | 1,61 | 14    | 12               |
| Spastic      | Disability abuse             | 1,6  | 15    | 14               |
| Slag         | Woman                        | 1,52 | 16    | 18               |
| Shit         | Other words                  | 1,49 | 17    | 15               |
| Dickhead     | Other expletives             | 1,39 | 18    | 19               |
| Pissed off   | Other words                  | ?    | 19    | 16               |
| Arse         | Other words                  | 1,22 | 20    | 20               |
| Bugger       | Other words                  | 1,18 | 21    | 21               |
| Balls        | Other words                  | 1,16 | 22    | 22               |
| Jew          | Religion abuse               | 1,05 | 23    | 24               |
| Sodding      | Other words                  | 1,03 | 24    | 23               |
| Jesus Christ | Profanity                    | 0,93 | 25    | 26               |
| Crap         | Other words                  | 0,93 | 26    | 25               |
| Bloody       | Other words                  | 0,88 | 27    | 27               |
| God          | Profanity                    | 0,67 | 28    | 28               |

## Слова-табу и ругательства
Согласно Стивену Пинкеру, существует по крайней мере пять функций использования ругани: описательная ругань — let’s fuck, идиоматическая — it’s fucked up, оскорбительная — fuck you!, эмфатическая — it’s fucking amazing и очищающая — fuck!. Ни одна из этих функций сама по себе не требует использования ругательств.
Некоторые слова-табу не являются ругательством, хотя и считаются «сильным» языком, к этой группе относятся слова, связанные с расой, умственными нарушениями, сексуальной ориентацией; некоторые слова связаны с вещами, которых избегают называть из-за их силы. Так, английское слово bear («медведь») происходит от слова, означающего коричневый цвет; истинное название медведя не произносится из уважения к животному.

## Ругательства

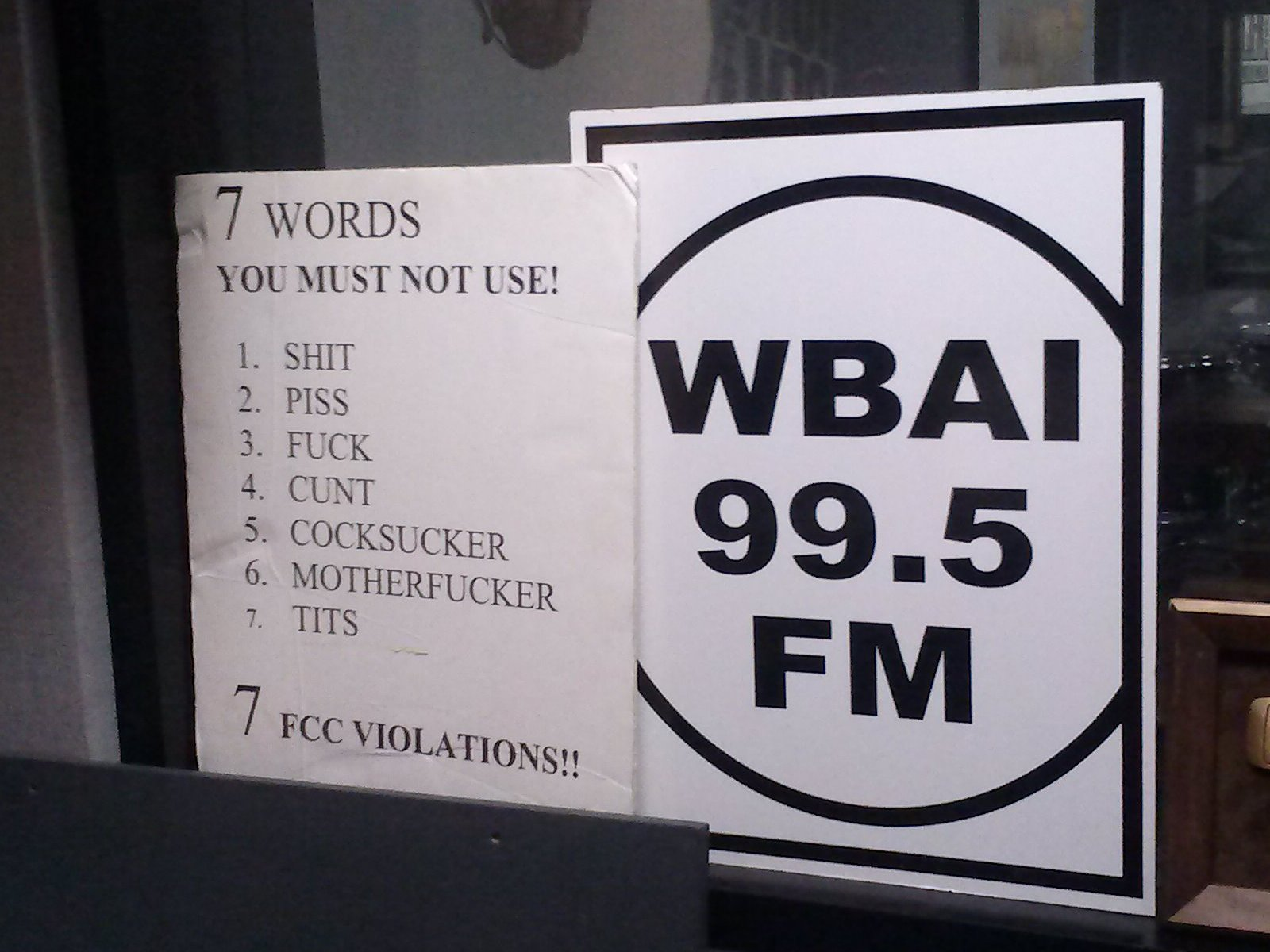
Предупреждение для дикторов американского радио WBAI, запрещающее использование семи вульгарных слов

Слова, представленные в таблице выше (и некоторые другие) используются в ругательствах. Значение слова в функции ругательства всегда отличается от его основного значения: Why are you doing fucking in my bed? → Почему ты ебёшься в моей кровати? В этом предложении слово fucking означает вульгарное именование полового акта. What are you fucking doing in my bed? → Что ты, блядь, делаешь в моей кровати? В этом предложении fucking употребляется как ругательство.
С точки зрения грамматики, слова, используемые в ругательствах, являются, в основном: существительными: This attic was full of shit, глаголами: I went to the woods to shit, междометиями: Oh shit! I missed the bus!, прилагательными That was a shit movie, What a shitty day this has been. Чем более распространено слово, тем больше у него грамматических форм; так, слово fuck может выступать как существительное, глагол, наречие, прилагательное, междометие, местоимение:
- Существительное: I don’t give a fuck.
- Глагол: Don’t fuck around with fire.
- Междометие: Fuck! That hurt!
- Наречие: Fuck yeah, i’ll be your best man!
- Прилагательное: That’s fucking awesome
- Местоимение: I’ve accomplished fuck-all tonight.

Смысл ругательства меняется в зависимости от принимаемой грамматической формы. Например, piss off — грубая форма прогнать кого-то; pissed означает пьяного (в британском сленге), а pissed off — рассерженного . Почти все ругательства очень гибки с точки зрения грамматики. Слово fucking может быть прилагательным, например, fucking idiot, интенсифицирующим наречием: fucking good, fucking soon, fucking raining. Иногда появляется в середине слова, например, abso-fucking-lutely. Выражение (big) fuck-off something может означать что-то значительное. Ругательства — это единственная группа слов с таким широким грамматическим спектром.

## Функция ругани

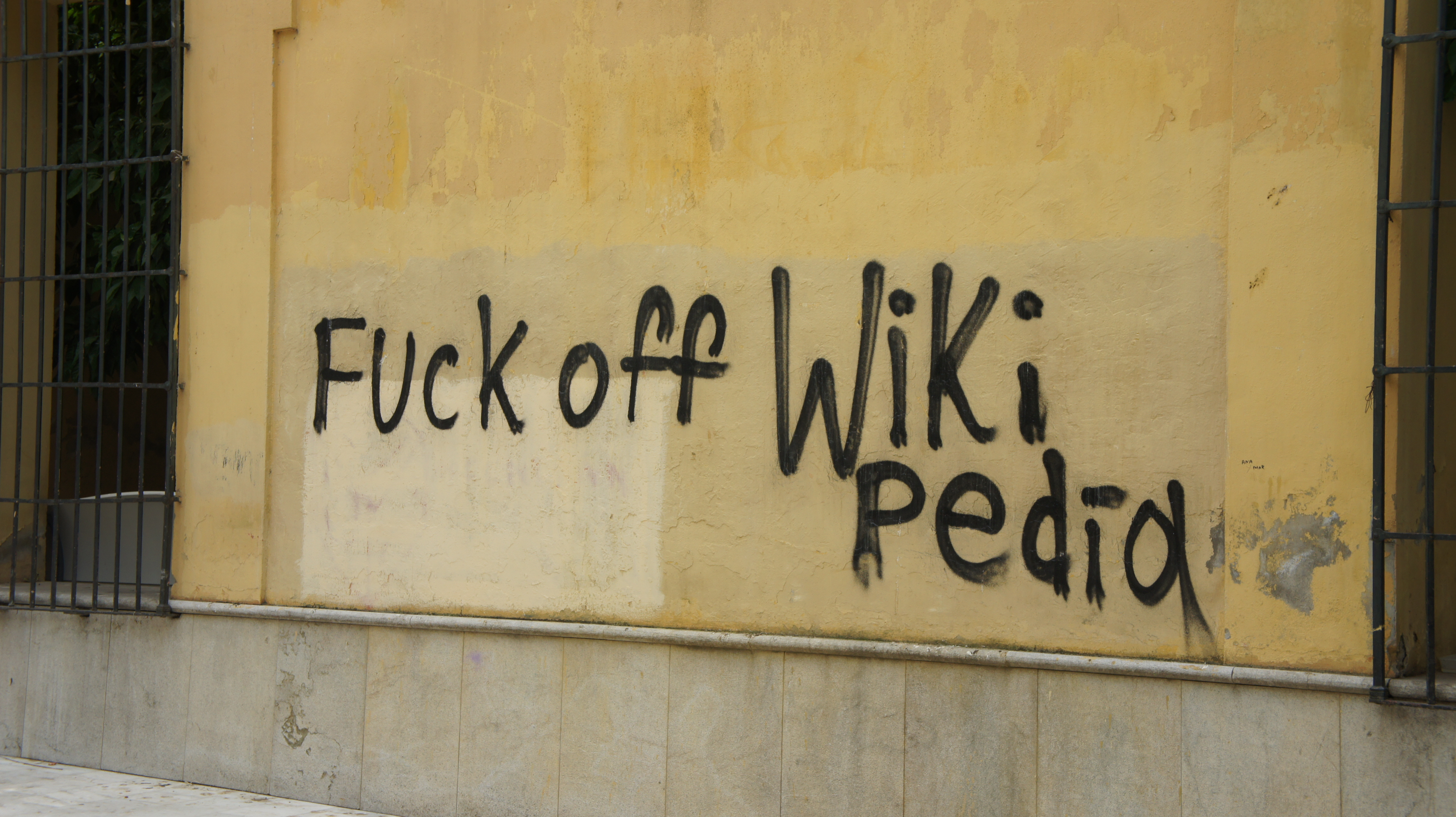
Надпись на стене, выражающая резкую эмоциональную реакцию

Ругань подразумевает эмоциональное использование нецензурного слова или фразы, это эмоциональный взрыв, дающим выход накопившейся эмоциональной энергии. Ругань — это замена агрессивной физической реакции, направленная как на людей, так и на предметы (например, после удара головой о что-то твёрдое). Сила удара отражается в кратких и резких словах. Функция ругательства — это выражение широкого спектра эмоций (от лёгкого раздражения сильным разочарованием до кипящего гнева), а не выражение какого-либо смысла. Популярные фразы, например, fucking hell, по сути, бессмысленны.
Однако было бы слишком ограниченно рассматривать ругань только как эмоциональное явление. Ругань выполняет важные социальные функции. Можно выбирать социальную дистанцию, когда, например, группа молодёжи выражает своё презрение к социальным нормам громкой публичной руганью или написанием непристойных граффити на стенах. Также она может выражать социальную солидарность, когда определённая группа людей развивает общие привычки ругани. Ругань является универсальной. Ругается каждый, будь то с помощью слабого эвфемизма, такого как sugar или golly (который не все бы даже признали за ругань), и до son of a bitch или motherfucker.

## Этимология
Многие слова-табу имеют долгую историю, они не всегда были вульгарными, хотя часто грубыми.
Слово fuck, согласно Oxford English Dictionary, появляется в английском с XVI века, вероятно, из немецкого или голландского языка. Его основным значением было «ударить», для обозначения полового акта в среднеанглийском языке обычно использовалось слово swive. Однако ещё до XVI века существовали личные имена и названия населённых пунктов со словом fuck, самые ранние все со значением fuck как «ударить». Одни из самых ранних имён: Simon Fuckebotere (1290 год), владелец которого, скорее всего, занимался взбиванием масла; Henry Fuckebeggar (1286-87 год), который, вероятно, отличился битьём нищих. Одни из самых ранних населённых пунктов: Ric Wyndfuk, Ric Wyndfuck de Wodehous (1287) — от архаичного названия пустельги windfucker. Более поздние упоминания: имя Roger Fuckebythenavele (1310-11) — буквально, «трахать пупок»; населённый пункт Fockynggroue (1373) — буквально, «роща любовников».
Слово shit имеет соответствия в германских и скандинавских языках. Первоначально оно имело чисто техническое значение и означало понос у скота, слово встречается в названии многих местностей, где люди пасли скот, как например Schitebroc (сейчас Skidbrook) — буквально, «поток поноса», встречается в книге Страшного суда для графства Линкольншир. Также появляется в названии улиц: Schiteburne Lane (сейчас Sherbourn Lane в Лондоне) — буквально, «дорога с потоком дерьма», Schiteburglane в Ромфорде, в которой «burg» означает крепость.
Слово cunt также имеет соответствия в германских и скандинавских языках; оно не имеет этимологической связи с латинским cunnus. Первоначально не было вульгарным, и было общим описательным словом для вагины. Слово появляется уже в XI веке в женских и мужских личных именах, например Godwin Clawecuncte (1066), Simon Sitbithecunte (1167), John Fillecunt (1246), Robert Clavecunte (1302) and Bele Wydecunthe (1328). Самое популярное название местности, Gropecuntlane, которое в определённый момент появлялось в 20 местах, обозначает район публичных домов, и дошло до современности в виде Grape Lane. Название местности Shavecuntewelle (1275), Cuntewellewang (1317) вероятно, обозначало узкое усаженное деревьями пространство или место, где наказывали женщин.
Слово nigger происходит от латинского niger, означающего «чёрный». Слово стало названием расы — Negro. В этой форме слово является, скорее всего, фонетической записью речи с юга Соединённых Штатов. Уже около 1800 года считалось оскорбительным. Слово относится к трём категориям: обесценивание этнических групп, создание оскорбительных псевдонимов и прозвищ, а также разговорный термин для этнических и национальных групп. На протяжении многих лет в английском языке развивалось множество расовых предрассудков, что нашло отражение в языке, но сильнее всего это явление коснулось чернокожих, только некоторые прозвища для них: coon, tom, savage, pickaninn, mammy, buck, samba, jigaboo, buckwheat. Однако в слове nigger сфокусировалось наибольшее презрение в отношении чернокожих, оно сильно связано со стереотипом глупого, ленивого и ничтожного человека.

## Эвфемизмы

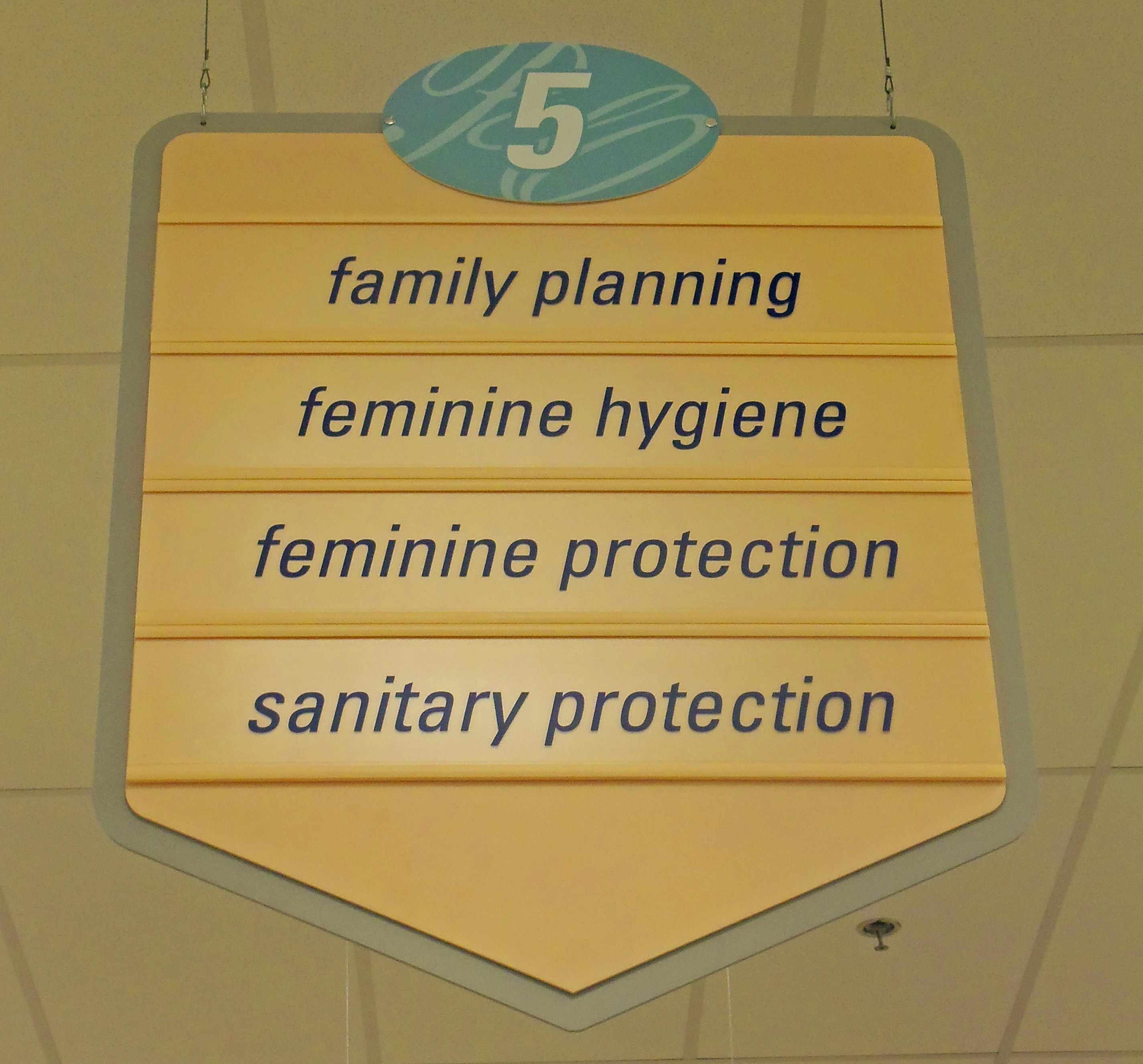
Вывеска в американской аптеке. Такие слова, как «противозачаточные средства», заменены более мягкими терминами

Эвфемизм (в английском языке также называется minced oath) — это выражение, имеющие целью ослабить значение данного слова, когда этого требует ситуация или личное мнение говорящего. Эвфемизмы имеют давнюю историю и известны уже несколько столетий. Sugar как заменитель слова shit появилось в 1883 году, а первое использование Gad вместо God зафиксировано в 1613 году. Множество эвфемизмов начинается на ту же букву, что и заменяемое слово: fiddlesticks вместо fuck, dickens вместо devil. Некоторые слова, ранее являвшиеся ругательствами, в настоящее время выполняют роль эвфемизмов, например, Holy cow!  Распространённый способ образования эвфемизма — передача только первой буквы слова, например c-word, n-word («слово на c», «слово на n»). Общее название ругательств имеет эвфемизм — four letter words («слова из 4 букв») — столько насчитывают самые популярные вульгарные слова.

## Использование ругательств

### Эмоциональные состояния
Ругательства используются для выражения различных эмоциональных состояний:
- Нетерпеливость, раздражение[1]: Damn it! → Чёрт!  Oh, fuck, i’ve lost the address → О, черт, я потерял этот адрес. For fuck’s sake, hurry up!  → Поторопись, черт возьми! Cut the crap, will you? → Хватит молоть чепуху, ладно?
- Удивление: Well, i’ll be damned!  → Чёрт меня подери! Son of a bitch!  (особенно в американском английском) → Сукин сын! My God, look at that! → Боже мой, ты только посмотри!
- Разочарование плохим результатом: I’ve tried, and tits up → Я попытался, и все пошло наперекосяк. Our company fucked us over[21] → Наша компания нас наебала. I worked all day and I got fuck all[21] → Я работал весь день и нихуя не получил.
- Задание вопросов от изумления[1]: What the fuck is this? → Что это за хуйня? What the bloody hell do you think you’re doing? → Что, черт возьми, ты делаешь?
- Оскорбление. Нецензурное слово не несёт своего основного значения, выражая, в основном, сильные эмоции, такие как ненависть, гнев, зависть или презрение[1]: Stupid cunt! → Тупая пизда!, You bastard! → Ублюдок! My boss is a real wanker → Мой босс — конченый мудак.
- Поношение[1]: Screw the government! → К черту правительство! Fuck you → Пошёл на хуй.
- Оскорбительное требование уйти[1]: If Andy comes again asking for money, tell him to piss off → Если Энди ещё раз придёт за деньгами, скажи ему, чтобы проваливал.
- Выражение отсутствия интереса[1]: They can arrest me, if they want. I don’t give a flying fuck. →  Они могут арестовать меня, если захотят. Мне похуй. Mary’s very angry with you. — I don’t give a bugger! → Мэри сильно злится на тебя. — Мне плевать.
- Бурный отказ или возмущение[1]: Mr Parsons wants you to clean out the lavatories. — Fucked if I will!  → Мистер Парсонс хочет, чтобы ты вычистил туалет. — Я не буду, черт меня дери!  Management are offering another 8 pounds, a week. — They can shove it up the arse → Совет директоров предлагает дополнительные 8 фунтов в неделю. — Пусть засунут их себе в жопу. Balls to the lot of you, I am going home → вам всем, я пойду домой. Give me a kiss — Fuck yourself! → Поцелуй меня! — Иди ты в жопу.
- Как прилагательное или усиливающее наречие для подчёркивания эмоции[1]: Put the fucking cat out! → Отпусти, блядь, кота! Where’s this bloody switch? → Где этот чёртов выключатель? I am not fucking well paying this time. → Нет, блядь, на этот раз я не плачу́.

### Различия в вариантах английского языка
Существует множество примеров изменения значения слов в вариантах английского языка.
- Fuck, screw, или bugger (BrE) может значить: «портить», «разрушать»[1]: Somebody fucked the TV → Кто-то разъебал телевизор. She screwed my holiday → Она испортила мне отпуск.
- Fucked или buggered (BrE) может означать, что «измученный», «уставший»[1]: Want another game? No, i’m fucked → Сыграем ещё раз? Нет, я уебался.
- Cock up, balls up (BrE), fuck up могут использоваться как существительные или глаголы, относящиеся к ошибкам в организации. Если фраза используется как существительное, то пишется с дефисом[1]: Sorry you didn’t get the invitation, Mary made a balls-up → Извините, что вам не пришло приглашение, Мэри напортачила. That conference was a complete fuck-up → Эта конференция была полный отстой. My secretary cocked up my reservations and I must cancel my holiday → Моя секретарша налажала с бронированием, и я вынужден отменить свой отпуск.
- Balls (BrE), crap и shit (ArE) используются в значении «чепуха»[1]. What is his new film like? A load of balls → Какой его новый фильм? Полная ерунда. Don’t talk crap → Хватит нести чепуху.
- В американском английском shit значит «ложь» или «ничего»[1]: It was like this! No shit → Так и было! Без балды!
- В американском английском pissed означает «плохой», «злой». В британском варианте используется в значении «пьяный»[1]: One glass of beer and she’s pissed → Стакан пива, и она уже в зюзю. Pissed off в британском английском значит «осточертеть»[1]: i’m pissed off with this school → Меня тошнит от этой школы.